# Uranofan
Uranofan, uranofan alfa ali uranotil je redek kalcijev uranov silikat hidrat s kemijsko formulo Ca(UO2)2(SiO3OH)2 • 5H2O, ki je nastal s preperevanjem uranovih primarnih mineralov. Mineral je rumeno do rjavo obravan in radioaktiven. Kristalizira v monoklinskem kristalnem sistemu. Kristali so lahko igličasti in dolgi do priblžno 1 cm, lahko pa je tudi zrnat do masiven ali skorjast. 

## Posebnosti
Mineral vsebuje do 40,6% urana in je zato zelo radioaktiven. Njegova aktivnost je približno 72,7 kBq/g. Naravni kalij na primer ima aktivnost samo 31 Bq/g. 
Uranofan ni fluorescenten, nekateri primerki pa v UV svetlobi kljub temu včasih šibko zeleno fluorescirajo. V kislinah ni obstojen.

## Odkritje in poimenovanje
Uranofa je leta 1853 v rudniku Miedzianka v Gornji Šleziji (Poljska) odkril in opisal M. Websky. Njegovo ime je sestavljeno iz besed uran in grške besede φαίνω [fanos], ki pomeni pokazati se ali zdeti se. Ime torej pomeni, da je nekakšen navidezni uran. 

## Različki
Spojina Ca[UO2|SiO3OH]2 • 5H2O je dimorf z uranofanom beta, ki prav tako kristalizira v monoklinskem kristalnem sistemu, ampak v drugi prostorski skupini.

## Nahajališča
Uranofan je eden od najpogostejših uranovih silikatov.  Kot tipičen sekundarni mineral, ki je nastal s preperevanjem uranitita, se pojavlja v ležiščih urana in pegmatitih. Spremljajoči  minerali so polega uranofana beta še kazolit, avtunit in metaavtunit, fosfuranilit, torbernit in razni uranovi oksidi ter kalcit, malahit, almandin in muskovit.
Leta 2010 je bilo poznanih več kot 700 nahajališč uranofana. Najpomembnejša svetovna nahajališča so v Kongu, Katangi, ZDA in Kanadi. Najbolj znana nahajališča v Evropi so v Italiji (Como in Trentino), Franciji (Les Bois Noires, Auvernier), Nemčiji (Wōlsendorf, Bavarska) in Češki (Jáchymov). 
V Sloveniji so nahajališča uranofana na severnem obrobju Polhograjskega hribovja med Polhovcem in Valterskim vrhom
Najlepše kristale uranofana velikosti do 1 cm so našli v rudniku Musonoi v kongoški pokrajini Katangi, žarkaste kristalne skupke pa v rudniku Madawaska v Kanadi.

## Uporaba
Uranofan je ena od uranovih rud.

## Ravnanje
Pri ravnanju z radioaktivnim uranofanom je treba uporabljati ustrezna zaščitna sredstva. Drobne iglice in luske uranofana se namreč zlahka zapičijo v kožo in postanejo trajen vir nevarnega radioaktivnega sevanja. 

## Vira
- Paul Ramdohr; Hugo Strunz (1978). Klockmanns Lehrbuch der Mineralogie (16 izd.). Ferdinand Enke Verlag, Stuttgart. ISBN 9783432829869.
- Petr Korbel; Milan Novák (2002). Mineralien Enzyklopädie. Nebel Verlag GmbH, Eggolsheim. str. 211. ISBN 3-89555-076-0.